# クロエボシガラ
クロエボシガラ（学名：Baeolophus  atricristatus）は、スズメ目シジュウカラ科に分類される鳥類の一種。